# Distrikt Pampamarca (Yarowilca)
Der Distrikt Pampamarca liegt in der Provinz Yarowilca in der Region Huánuco in Westzentral-Peru. Der Distrikt wurde am 16. Dezember 1989 gegründet. Er besitzt eine Fläche von 73 km². Beim Zensus 2017 wurden 1192 Einwohner gezählt. Im Jahr 1993 lag die Einwohnerzahl bei 2661, im Jahr 2007 bei 2241. Sitz der Distriktverwaltung ist die 3434 m hoch gelegene Ortschaft Pampamarca mit 360 Einwohnern (Stand 2017). Pampamarca befindet sich 20 km nordnordwestlich der Provinzhauptstadt Chavinillo.

## Geographische Lage
Der Distrikt Pampamarca befindet sich in den Anden am Westufer des nach Norden fließenden Río Marañón im Nordwesten der Provinz Yarowilca. Im Westen reicht der Distrikt bis zum Río Choras, einen rechten Nebenfluss des Río Vizcarra.
Der Distrikt Pampamarca grenzt im Nordwesten an die Distrikte Sillapata und Yanas (beide in der Provinz Dos de Mayo), im Nordosten an die Distrikte Chuquis (Provinz Dos de Mayo) und Aparicio Pomares sowie im Südosten an den Distrikt Obas.

## Ortschaften
Im Distrikt gibt es neben dem Hauptort folgende größere Ortschaften:
- Casacancha
- Cruzpampa